# 佐久間紅美
佐久間紅美（日语：／ Sakuma Kumi，1976年11月2日—）是千葉縣出身的女性聲優。天蠍座。所屬事務所是Amuleto。

## 概要
- 勝田聲優學院、日本播音演技研究所畢業，後來加入ARTSVISION。
- 從楚楚可憐的少女，到態度嚴肅強硬的成年女性、母親的聲音都演到，聲演範圍廣。
- 同是聲優的鹿野優以、加藤英美里是佐久間高中時的學妹[2]。《幸運☆星 〜陵櫻學園 櫻藤祭〜》的攻略情報誌中的採訪解析道，直到那時仍未有幸與兩人共演同一作品，由於還沒見過面因此希望有此機會）。另外小林希唯與是高中時的同級生（電台廣播第357回中提到）。
- 2012年11月結婚。[3]

## 演出作品

### 電視動畫
1997年
- 大盜五右衛門（ニャンコ、西村知笑）

2000年
- 學校怪談（戀窪桃子）
- 奇異的破曉（蕾嘉）
- 闇之末裔（艾利安）

2001年
- X戰記（貓依護刃）
- 漫畫同人幫（和樹母親 等）
- 皇家雙妹嘜 第二季（小學生們）
- 戰鬥陀螺（少女B）
- 幻影天使（女子1）

2002年
- 七小花（杉山茜）
- 天地無用! GXP（正木霧戀）
- 東京喵喵（碧川莴苣）
- 歡樂課程（圖書館司書）

2003年
- 魔法使的條件（菊池綾）
- 廢棄公主（葛羅利亞）
- 奇諾之旅（母）
- 偵探學園Q（風馬澪）
- 機魂末世錄（廣田道子）
- 星空的邂逅2（真下雙葉）
- 槍墓（淺蔥美佳）
- PEACE MAKER鐵（夕顏）

2004年
- 御伽草子（卜部季武）
- 天才少女閃士（霞）
- 狂砂小子（犬女）

2005年
- 極上生徒會（桂聖奈）
- 漫畫同人會 革命（月城夕香、黑瑞希）
- 蜂蜜與四葉草（五月老師）
- Happy Seven 〜The TelevisionManga〜（九鬼友也）
- 蜜桃女孩（沙繪的母親）
- BLEACH（雛森桃、艾米露·阿帕契）[3]
- 魔法少女奈葉A's（石田幸惠）
- MÄR -MÄR Heaven-（小甜甜）
- MONSTER（エッダ）

2006年
- 超級機器人大戰OG -Divine Wars-（加妮特·桑蒂（ガーネット・サンディ））
- Soul Link（森崎七央）
- 娇蛮之吻 Cool×Sweet（大江山祈、杨豆花 等）
- 香港也有吸血鬼（白峰サユカ）

2007年
- 君吻 pure rouge（光一母親）
- Keroro軍曹（刺身のツマホワイト）
- 光明之淚Ｘ風（蛭田麗亞）

2008年
- 海馬
- 死後文（女學生）
- 隱王（護士）
- BLASSREITER（ジル）
- ×××HOLiC◆繼（女人）
- 交響情人夢 巴黎篇（艾莉莎）

2009年
- 神曲奏界crimson S（萊卡）
- 玛莉亚狂热（殿村老師）

2010年
- 無法掙脫的背叛（夜御）
- 大小姐×執事！（深閑）

2011年
- 玛莉亚狂热 Alive（殿村老師）

2012年
- 惡魔高校D×D（卡拉瓦那）
- 戰姬絕唱SYMPHOGEAR（女孩子的母親、女性）

2014年
- 最近，妹妹的樣子有點怪？（明坂七海）

2022年
- BLEACH 千年血戰篇（雏森桃、艾米露·阿帕契）

### OVA
1998年
- 紺碧艦隊（フロント係の女）

1999年
- BREAK-AGE（導航聲）

2001年
- 天生兔女郎（媽媽）

2002年
- From I"s -夏日物语（葦月伊織）

2003年
- 真愛故事 -Summer Days, and yet…（緋菜的母親）
- 水色（神津麻美）

2011年
- Carnival Phantasm（希耶爾、Neco Arc Babbles）

2013年
- 科學化學症候群（緋月透子）

2014年
- 最近，妹妹的樣子有點怪？（明坂七海）※單行本第7卷附贈BD特裝版

### 遊戲
1998年
- 油輪格鬥（米莉）

1999年
- 越過我的屍體（敦賀的真名姬、女神、遺言）

2001年
- 風之克羅諾亞2：世界想要忘卻的東西（巫女）
- 戀愛遊戲製作大師2（強勢大小姐A）

2002年
- Melty Blood（希耶爾）
- X 命運的選擇（貓依護刃）
- Catan（阿菊）
- Shinobi（產土篝）
- 天地無用! GXP 桌面裝飾集～其之一（正木霧戀資料收錄）
- 魔女的茶會（秋緒）
- 水色（神津麻美、日和媽媽）※DC版、PS2版

2003年
- 寒武紀QTS（卡莉絲公主（奇蝦））
- 極落雀（シュガーミルク・アリア・リーネ）
  - 極落雀 PREMIUM（シュガーミルク・アリア・リーネ）
- SIMPLE2000系列 vol.21 THE 美少女RPG「Moonlight Tale」（格鬥家歐琳）
- 棒球2003 完美職棒（球場女播音員）
- 超時空要塞（凡妮莎·萊爾德）※PS2版

2004年
- 轉生學園幻蒼錄（姬宮伊織、嘉瀨深雪）
- 天秤彩球2（亞莉亞）
- MELTY BLOOD Re・ACT（希耶爾）

2005年
- 極上生徒會（桂聖奈）
- 哥普拉 街機版（死刑執行人（黑髮））
- 流行之神PORTABLE 警視廳怪異事件檔案 音頻劇
- BLEACH系列（雛森桃）
  - BLEACH GBA 染紅的屍魂界
  - BLEACH GC 面對黃昏的死神
  - BLEACH〜靈魂升溫2〜
- MELTY BLOOD Act Cadenza（希耶爾）
- MÄR 魔兵傳奇決戰夢境（小甜甜）

2006年
- 藍色斷章（芹澤優騎）
- BLEACH系列（雛森桃）
  - BLEACH DS 追逐蒼天的命運
  - BLEACH 〜釋放的野心〜
  - BLEACH〜靈魂升溫3〜
- Soul Link EXTENSION（森崎七央）

2007年
- 光明之風（蛭田麗亞）
- 超級機器人大戰OG（加妮特·桑蒂）
- 超級機器人大戰OG外傳（加妮特·桑蒂）
- 聖火降魔錄 曉之女神（曉之女神(アスタルテ/ユンヌ)）

2008年
- 超級機器人大戰Z（蜜慕姬·拉絲）
- BLEACH 〜靈魂升溫5〜（雛森桃）
- MELTY BLOOD Actress Again（希耶爾）
- 幸運☆星 〜陵櫻學園 櫻藤祭〜（天原冬紀）

2009年
- 亞迦雷斯特戰記ZERO（紗彌音）
- BLEACH 〜靈魂升溫6〜（雛森桃）
- 幸運☆星 網路偶像名師（天原冬紀）

2010年
- 維新戀華 龍馬外傳（登勢）
- 原宿偵探學園 鋼鐵森林（吉野春子）
- 潘朵拉 名誌吾心（茱莉安娜·拉維尼雅·艾瓦莉）

2011年
- DUNAMIS15（香藤瑞希）
- BEYOND THE FUTURE - FIX THE TIME ARROWS -（女士）

2014年
- 超女神信仰 諾瓦 激神黑心（Lady Wac）

2015年
- 帝國海軍戀慕情〜明治橫須賀行進曲〜（沼尻鹿乃子）
- BLEACH: Brave Souls（雛森桃）

2016年
- 可塑性記憶（淡藤咲子[4]）

2017年
- GUNGRAVE VR（淺葱美香）

2019年
- 聖火降魔錄 英雄雲集（雲努、亞絲塔爾蒂）
- Engage Princess〜睡覺的公主與夢之魔法使〜（秋秋）

### 廣播劇CD
時期不明
- EREMENTAR GERAD The original（希娜）
- 拜託了☆雙子星 廣播劇CD vol.4お拜託了朋友（真下雙葉）
- 私語的花束〜healing reading live〜
- 光明之風 廣播劇CD Vol.1、3（希爾達蕾雅）
- 廣播劇CD 白拍子奇談（白拍子）
- BLEACH 處刑前夜（DVD 死神代行篇1 限定版）（雛森桃）
- BLEACH 花太郎的遺失物（DVD 屍魂界·潛入篇1 限定版）（雛森桃）
- BLEACH 騷亂前夜（DVD 屍魂界·救出篇1 限定版）（雛森桃）
- BLEACH 有斬魄刀的生活。（DVD 斬魄刀異聞篇9 限定版）（雛森桃）
- 廣播劇CD 出雲傳奇 新音盤物語（少女A）

2004年
- 流行之神 廣播劇CD「怪異事件檔案」

2005年
- 武器種族傳說 廣播劇CD第3卷「賭鬥場」篇（莉莉雅·地可蕾絲）
- 極上廣播&極上原聲帶 Vol.2（桂聖奈、9月7日）

2006年
- Soul Link（森崎七央）

2007年
- Ahnenerbe的一日（希耶爾）

2010年
- 無法掙脫的背叛（夜御）

2011年
- TYPE-MOON 10周年記念廣播劇CD（希耶爾）※《Comptiq》2011年8月號附錄

### 外語配音
- 魔法奇兵（艾普利兒）
- 幽靈媽媽搜查線（崔真實）
- 崔真實（約瑟芬）
- 救命（孫玲）
- 童行歲月
- Care Bear（ずっこけベア）
- 罪惡魔頭（梅西）

### 廣播節目
2003年
- 小熊商標的蜂蜜胡椒（TWOFIVE，6月－12月）
- 佐久間紅美與中島沙樹的天使診察室〜Angel♥Cleaning〜（廣播＠，到12月播放）

2004年
- 佐久間紅美與斎藤千和的Angel Cleaning 2（廣播＠，1月－3月）

2005年
- 聲優生活向上委員會shuffle（網路廣播）
  - 佐久間紅美與落合祐里香的聲優生活向上委員會（6月－11月）
  - 佐久間紅美與中村繪里子的聲優生活向上委員會（12月－2006年5月）

2006年
- Soul Link 提拉地球通信（網路廣播）

#### 廣播連續劇
- BLACK BLOOD BROTHERS（白峯紗由香）
- Final Fantasy戰略版Advance（2003年，巴布茲·斯艾因）
- VOMIC 仁清~豪氣傷疤男~（2008年，圓城寺小百合〈夫人〉、3月、S廣播）
- 星界的戰旗IV（2006年，沃紐）

### 廣播CD
- BLEACH 「B」 STATION FOURTH SEASON VOL.5（2011年2月23日，SVWC-7741）

### 實際演出

#### 電視節目
- 花之聲優界！明星☆保齡球 製作人對抗激投SP（2005年）

#### 舞台
2007年
- 搖滾音樂劇 蒼之王與紅之王〜Legend of Re:vitalize〜（白之王女，8月）

2008年
- 二人朗讀劇「FUNLETTERS」（2月）
- SLeeVe RefRain（京夏，3月）
- 搖滾音樂劇「結束之時，起始之歌」（8月）
- 臥龍頂上傳〜龍之路〜（神花，12月）

2010年
- （由良，3月）
- 假面舞盜會〜序之舞、〜終之舞（小林芳雄，10月）

2011年
- 鬼淚〜KIRUI〜（5月19日－22日，Aipit目白）

2012年
- 演劇企劃CRANQ「〜摩登女孩版〜」（2月1日－5日，中野The Pocket）

#### 電影（聲音演出）
- 在世界的中心呼喊愛情（2004年，機場廣播）

### 彈珠機
- 真實麻將（2009年，豐原悅子）
- 灰姑娘寶劍2（2014年，阿德爾海特）

## 音樂CD

### 單曲
| 枚  | 發售日        | 標題    | 規格編號   | 最高位 |
| --- | ------------- | ------- | ---------- | ------ |
| 1st | 2003年9月26日 | 紅時 -- | TRCD-10038 |        |

### 迷你專輯
| 枚  | 發售日        | 標題 | 規格編號 | 最高位 |
| --- | ------------- | ---- | -------- | ------ |
| 1st | 2008年11月9日 |      | CBK-093  |        |

### 角色歌
| 發售日   | 名稱                                                                | 演唱名義                                                                | 歌曲名稱                                           | 商業搭配                        | 規格編號        |
| 2002年   | 2002年                                                              | 2002年                                                                  | 2002年                                             | 2002年                          | 2002年          |
| -------- | ------------------------------------------------------------------- | ----------------------------------------------------------------------- | -------------------------------------------------- | ------------------------------- | --------------- |
| 6月5日   |                                                                     | 東京喵喵（中島沙樹、嘉數由美、佐久間紅美、望月久代、野田順子）          | 「」                                               | 電視動畫《東京喵喵》片尾曲      | NECM-12031      |
| 7月24日  | 東京喵喵 角色歌 Collectors BOX                                      | 東京喵喵（中島沙樹、嘉數由美、佐久間紅美、望月久代、野田順子）          | 「（LOVE EXTENDED MIX〜TOKYO MEW MEW EDIT〜）」    |                                 | NET-001         |
| 7月24日  | 天地無用! GXP 原聲帶                                                | GXPrincess（久川綾、水谷優子、佐久間紅美、鈴木麻里子）                  | 「」                                               | 電視動畫《天地無用! GXP》片尾曲 | VPCG-84762      |
| 9月4日   | 東京喵喵 角色歌 請聽萵苣的CD！                                      | 碧川萵苣                                                                | 「」 「」 「（LOVE EXTENDED MIX〜RETASU SOLO〜）」 |                                 | NECA-13033      |
| 9月25日  | 東京喵喵 原聲帶                                                     | 東京喵喵（中島沙樹、嘉數由美、佐久間紅美、望月久代、野田順子）          | 「（TV Version）」                                 |                                 | NECA-30067      |
| 12月25日 | 東京喵喵 角色歌 MegaMix                                             | 東京喵喵（中島沙樹、嘉數由美、佐久間紅美、望月久代、野田順子）          | 「」 「」                                          |                                 | NECA-30076      |
| 2003年   |                                                                     |                                                                         |                                                    |                                 |                 |
| 1月22日  | 東京喵喵 原聲帶 Vol.2                                               | 東京喵喵（中島沙樹、嘉數由美、佐久間紅美、望月久代、野田順子）          | 「（TV Version）」                                 |                                 | NECA-30078      |
| 3月26日  | 東京喵喵 Super Best Hit-喵喵咖啡Side                                | 碧川萵苣 東京喵喵（中島沙樹、嘉數由美、佐久間紅美、望月久代、野田順子） | 「」 「（New Edition）」                           |                                 | NECA-30079      |
| 3月26日  | 東京喵喵 Super Best Hit-東京喵喵Side-                               | 碧川萵苣 東京喵喵（中島沙樹、嘉數由美、佐久間紅美、望月久代、野田順子） | 「」 「」                                          | 電視動畫《東京喵喵》片尾曲      | NECA-30089      |
| 2004年   |                                                                     |                                                                         |                                                    |                                 |                 |
| 6月23日  | Rune Princess演唱專輯                                               | 英格莉德·畢斯特德爾                                                     | 「Drop of Wish」                                   |                                 | KICA-644        |
| 9月26日  | 主題歌「」原聲CD                                                    | 佐久間紅美                                                              | 「」 「」（ShortVersion）                          | 遊戲《》片頭曲                  | HM-No.002       |
| 2005年   |                                                                     |                                                                         |                                                    |                                 |                 |
| 5月25日  | 「Soul Link」演唱專輯                                               | 森崎七央                                                                | 「」                                               |                                 | LACA-5391       |
| 7月21日  |                                                                     | 桂聖奈                                                                  | 「MY Friend」                                      |                                 | GBCM-4          |
| 11月10日 | 極上生徒會精選輯 極上音樂集                                         | 桂聖奈                                                                  | 「                                                 |                                 | KEDH-1008       |
| 2006年   |                                                                     |                                                                         |                                                    |                                 |                 |
| 6月7日   | BLEACH BEAT COLLECTION 2nd SESSION：02 日番谷冬獅郎&松本亂菊&雛森桃 | 雛森桃                                                                  | 「桃色の花」                                       |                                 | SVWC-7358       |
| 6月7日   | 電視動畫「Soul Link」The Animation Mission04                        | 森崎七央                                                                | 「ring」                                           |                                 | LHCA-5052       |
| 2007年   |                                                                     |                                                                         |                                                    |                                 |                 |
| 3月21日  | BLEACH BEAT COLLECTION THE BEST 1                                   | 雛森桃                                                                  | 「 '07」                                           |                                 | SVWC-7458〜7459 |
| 2010年   |                                                                     |                                                                         |                                                    |                                 |                 |
| 5月5日   | 新·百歌聲爛 女性聲優篇                                              | 佐久間紅美                                                              | 「百歌聲爛（佐久間紅美）」                         |                                 | ESCL-3393       |
| 12月15日 | 〜BLEACH CONCEPT COVERS〜                                           | 雛森桃                                                                  | 「」                                               |                                 | SVWC-7733       |

## 外部連結
- 官方簡歷（页面存档备份，存于）（日語）
- 佐久間紅美Offical Blog《chibikuma-days♪》（日語）
- http://yaplog.jp/chibikuma-days（页面存档备份，存于）（日語）
- 佐久間紅美的X（前Twitter）（日語）